# Postřižín
Postřižín je obec v okrese Mělník ve Středočeském kraji. Rozkládá se asi šestnáct kilometrů jihozápadně od Mělníka a šest kilometrů východně od města Kralupy nad Vltavou. Žije zde přibližně 2 000 obyvatel.

## Poloha
Obec Postřižín leží šestnáct kilometrů severně od centra Prahy, pět kilometrů východně od Kralup nad Vltavou a dva kilometry západně od Odoleny Vody, na silnici II/608 a při dálnici D8 směr Praha – Drážďany, čtyři kilometry jižně od Dřínovu (247  metrů). Území obce se svažuje od jihovýchodu k severozápadu. Nejvyšší bod katastru Postřižín je na tzv. I. špičáku (290  metrů).

## Název
Název pravděpodobně pochází od (jinak nedoloženého) osobního jména *Postřiha, tedy ten, kdo postřihuje, střihá (ovce, vlasy sukno ap.).

## Historie
První písemná zmínka o vesnici Postřižín (Postrizine) se vyskytuje v latinsky psaném dokumentu vydaném knížetem Břetislavem I. roku 1052.
V minulosti v obci Postřižín působily různé spolky (jako například baráčníci, sportovci, hasiči), které zajišťovaly kulturní, společenskou a sportovní činnost pro místní občany i občany okolních obcí. Také v období 50. až 80. let 20. století byly v obci tyto činnosti na dobré úrovni. Velký zájem v obci byl a je o fotbal – fotbalový klub existuje (s menšími přestávkami) až do současnosti.
S účinností od 1. ledna 2007 byla obec, do té doby příslušná k okresu Praha-východ, přeřazena do okresu Mělník. V současnosti[kdy?] se díky nové výstavbě znatelně zvětšuje počet obyvatel.

## Obyvatelstvo
| Rok            | 1869 | 1880 | 1890 | 1900 | 1910 | 1921 | 1930 | 1950 | 1961 | 1970 | 1980 | 1991 | 2001 | 2011 | 2021  |
| -------------- | ---- | ---- | ---- | ---- | ---- | ---- | ---- | ---- | ---- | ---- | ---- | ---- | ---- | ---- | ----- |
| Počet obyvatel | 333  | 390  | 381  | 388  | 388  | 369  | 415  | 364  | 377  | 373  | 410  | 345  | 316  | 904  | 1 817 |
| Počet domů     | 42   | 44   | 48   | 49   | 51   | 54   | 78   | 92   | 94   | 102  | 105  | 105  | 106  | 302  | 596   |

## Obecní správa

### Územněsprávní začlenění
Dějiny územněsprávního začleňování zahrnují období od roku 1850 do současnosti. V chronologickém přehledu je uvedena územně administrativní příslušnost obce v roce, kdy ke změně došlo:
- 1850 země česká, kraj Praha, politický okres Slaný, soudní okres Velvary[7]
- 1855 země česká, kraj Praha, soudní okres Velvary
- 1868 země česká, kraj Praha, politický okres Slaný, soudní okres Velvary
- 1912 země česká, kraj Praha, politický okres Slaný, soudní okres Kralupy nad Vltavou[8]
- 1913 země česká, kraj Praha, politický i soudní okres Kralupy nad Vltavou[9]
- 1939 země česká, Oberlandrat Mělník, politický i soudní okres Kralupy nad Vltavou[10]
- 1942 země česká, Oberlandrat Praha, politický okres Roudnice nad Labem, soudní okres Kralupy nad Vltavou[11]
- 1945 země česká, správní i soudní okres Kralupy nad Vltavou[12]
- 1949 Pražský kraj, okres Kralupy nad Vltavou[13]
- 1960 Středočeský kraj, okres Praha-východ
- 2003 Středočeský kraj, okres Praha-východ, obec s rozšířenou působností Kralupy nad Vltavou
- 2007 Středočeský kraj, okres Mělník, obec s rozšířenou působností Kralupy nad Vltavou[14]

### Obecní symboly
Znak a vlajka byly obci uděleny rozhodnutím předsedkyně Poslanecké sněmovny Parlamentu České republiky dne 12. dubna 2013.

## Společnost
Ve vsi Postřižín (405 obyvatel) byly v roce 1932 evidovány tyto živnosti a obchody: 2 hostince, 2 koláři, kovář, krejčí, výčep lihovin, mechanik, obchod s mlékem, obchod s lahvovým pivem, 2 rolníci, 3 řezníci, 3 obchody se smíšeným zbožím, trafika, velkostatek Černík.

## Doprava
Dopravní síť
- Pozemní komunikace – Obcí prochází silnice II/608 Praha – Zdiby – Postřižín – Veltrusy – Doksany – Terezín, z obce vychází silnice II/522 Postřižín – Chlumín. Území obce protíná dálnice D8 s exitem 9 Úžice.
- Železnice – Železniční trať ani stanice na území obce nejsou. Nejblíže obci je železniční stanice Úžice ve vzdálenosti 3 km ležící na trati 092 z Kralup nad Vltavou do Neratovic

Veřejná doprava 2012
- Autobusová doprava – V obci měly zastávky autobusové linky jedoucí do těchto cílů: Kralupy nad Vltavou, Odolena Voda, Praha, Roudnice nad Labem.

## Osobnosti
- Karel Hausman (1812–1883), vlastenecký kněz a spisovatel který překládal z němčiny a psal mravoučné a vlastivědné knihy. Také sestavil první českou mapu, ve které byl u jednotlivých obcí uveden druh a počet dobytka.
- František Janda-Suk (1878–1955), atlet, průkopník hodu diskem s otočkou a prvním českým sportovcem, který dosáhl na olympijských hrách umístění na stupních vítězů. V roce 1900 získal stříbrnou medaili.
- Josef Kudrna (1881–1915), byl vojín 102. rakouského pluku, který byl obviněn ze vzpoury a 7. května 1915 popraven v Praze-Motole[17]

## Další fotografie

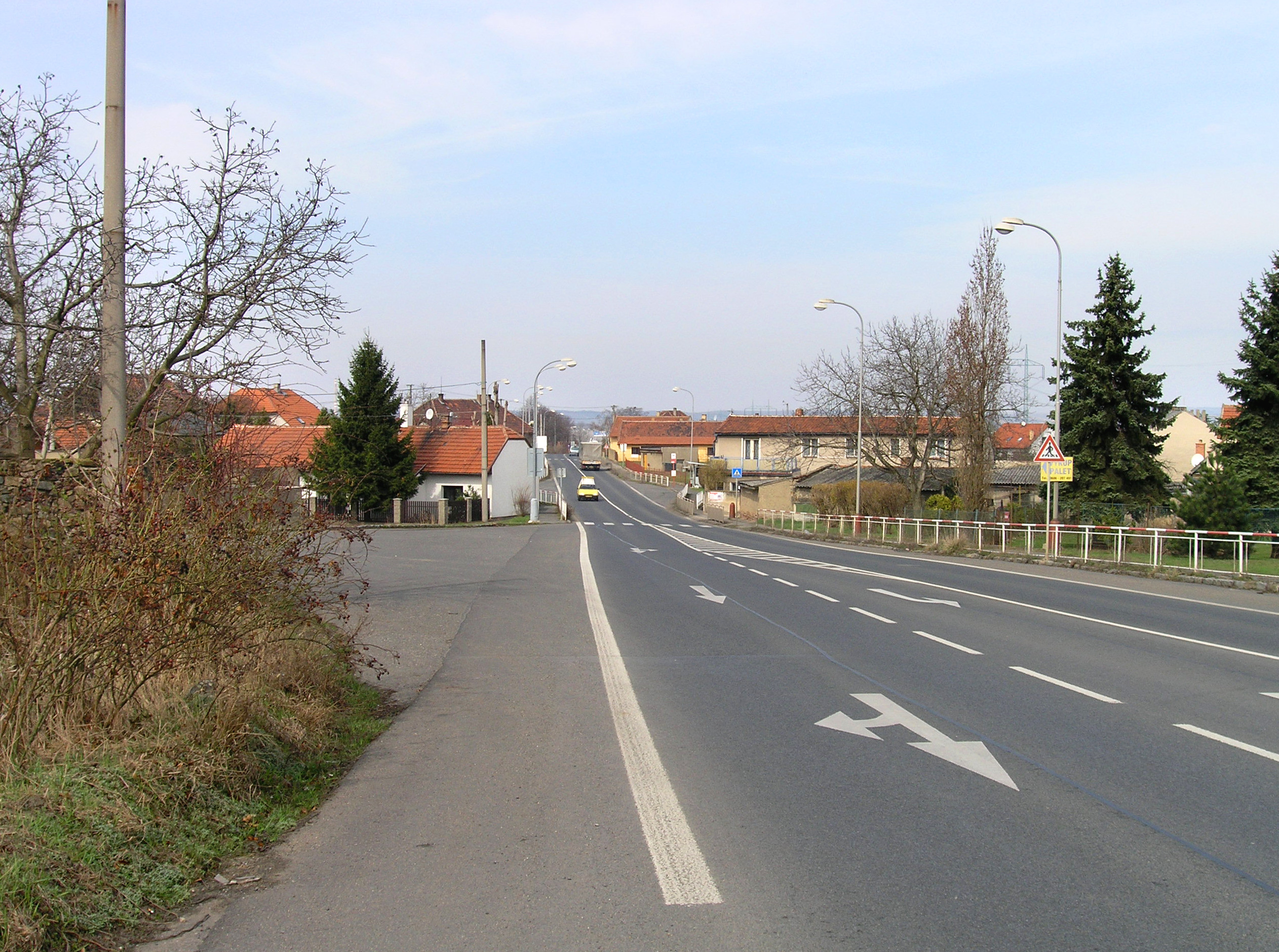
Teplická ulice
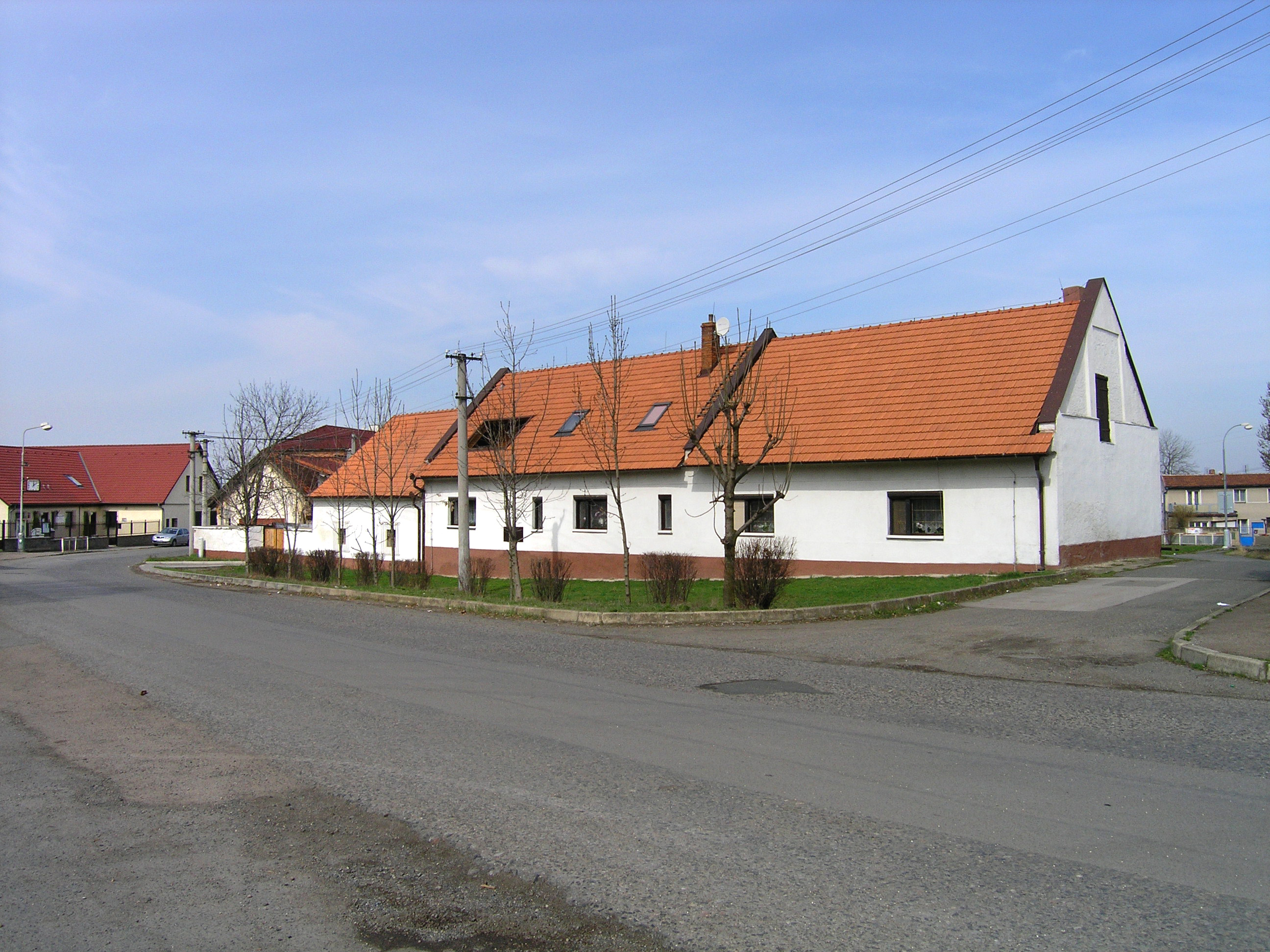
Domky na návsi
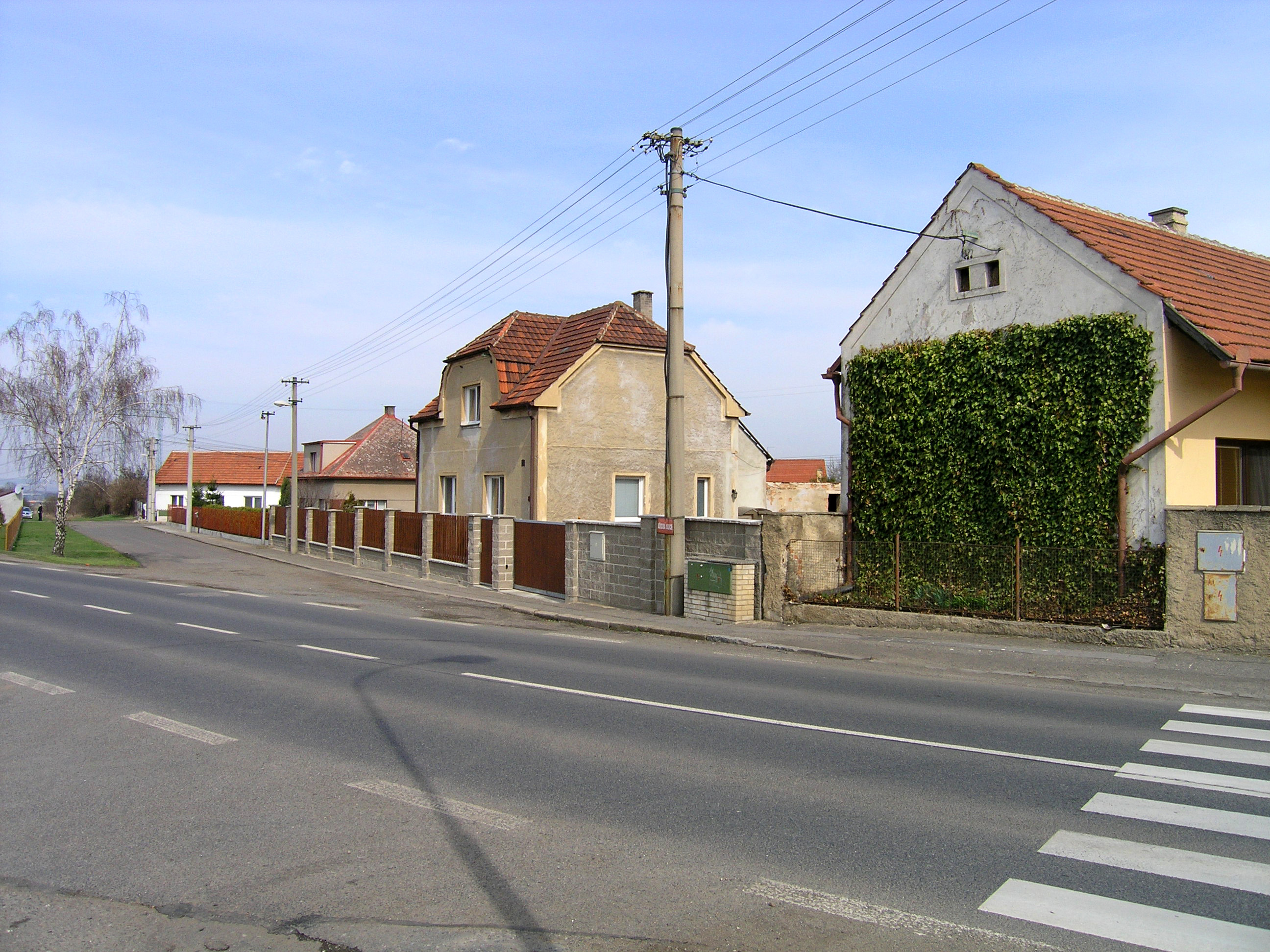
Úžická ulice
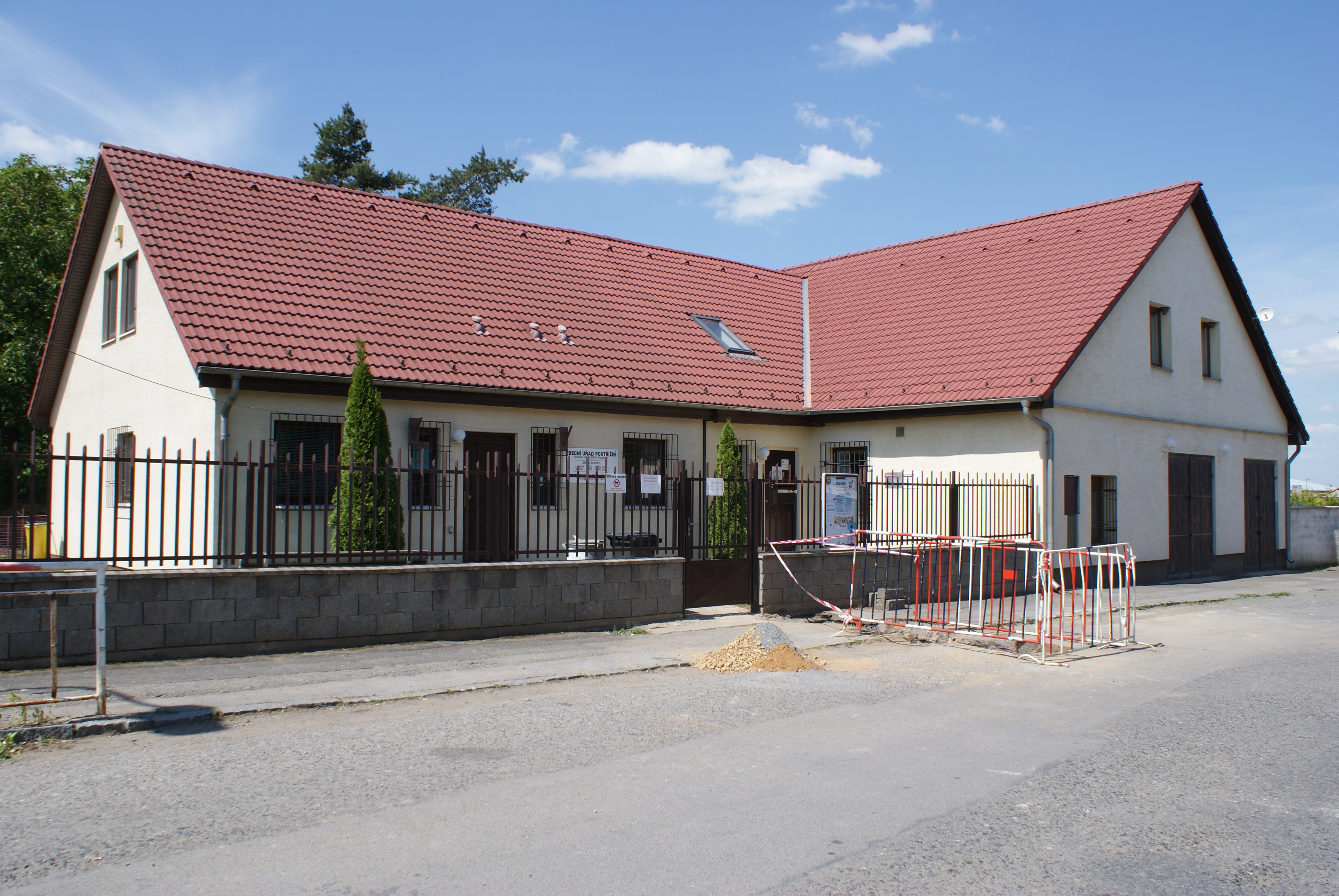
Bývalá synagoga
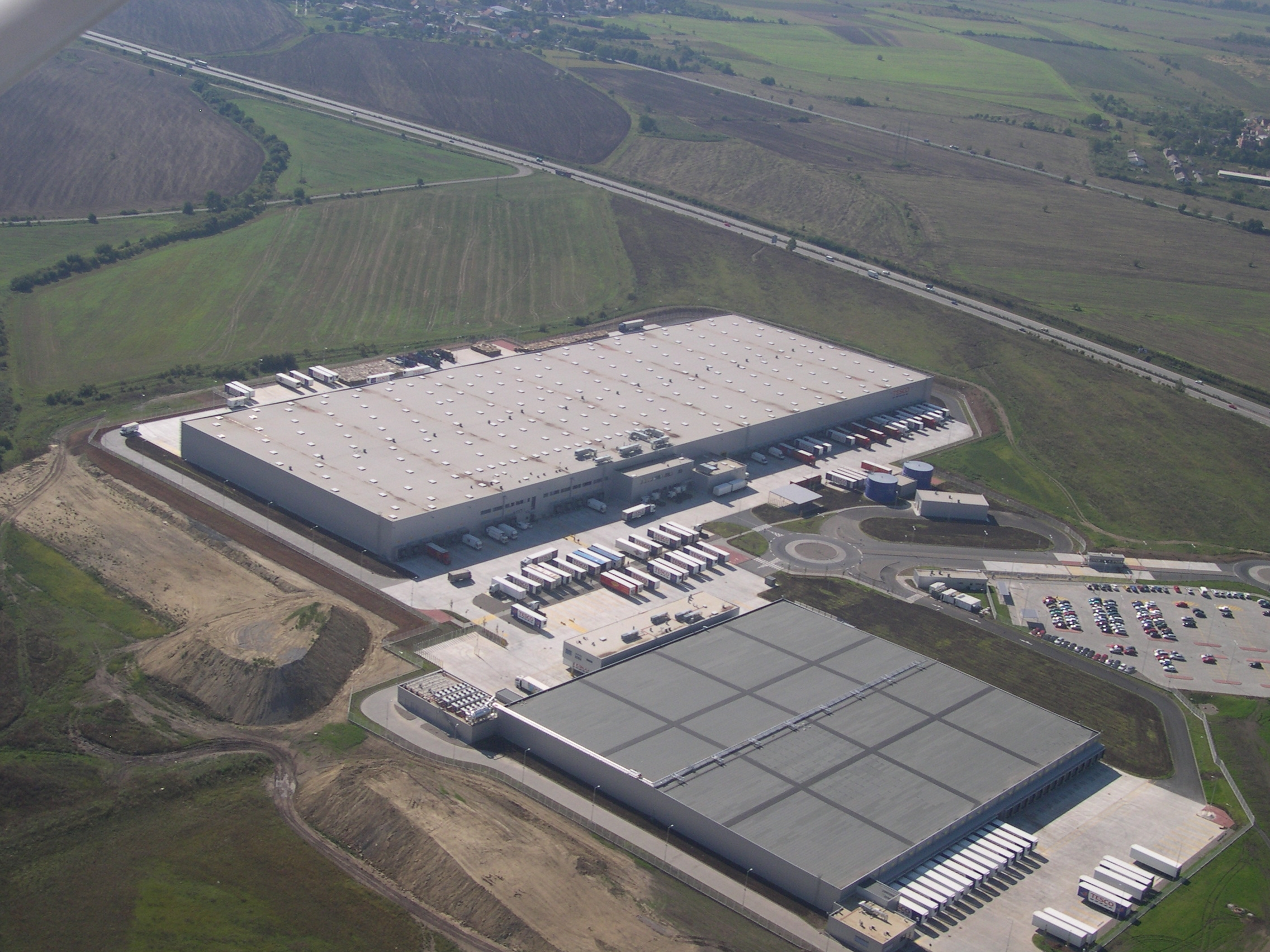
Distribuční centrum Tesco Stores ČR
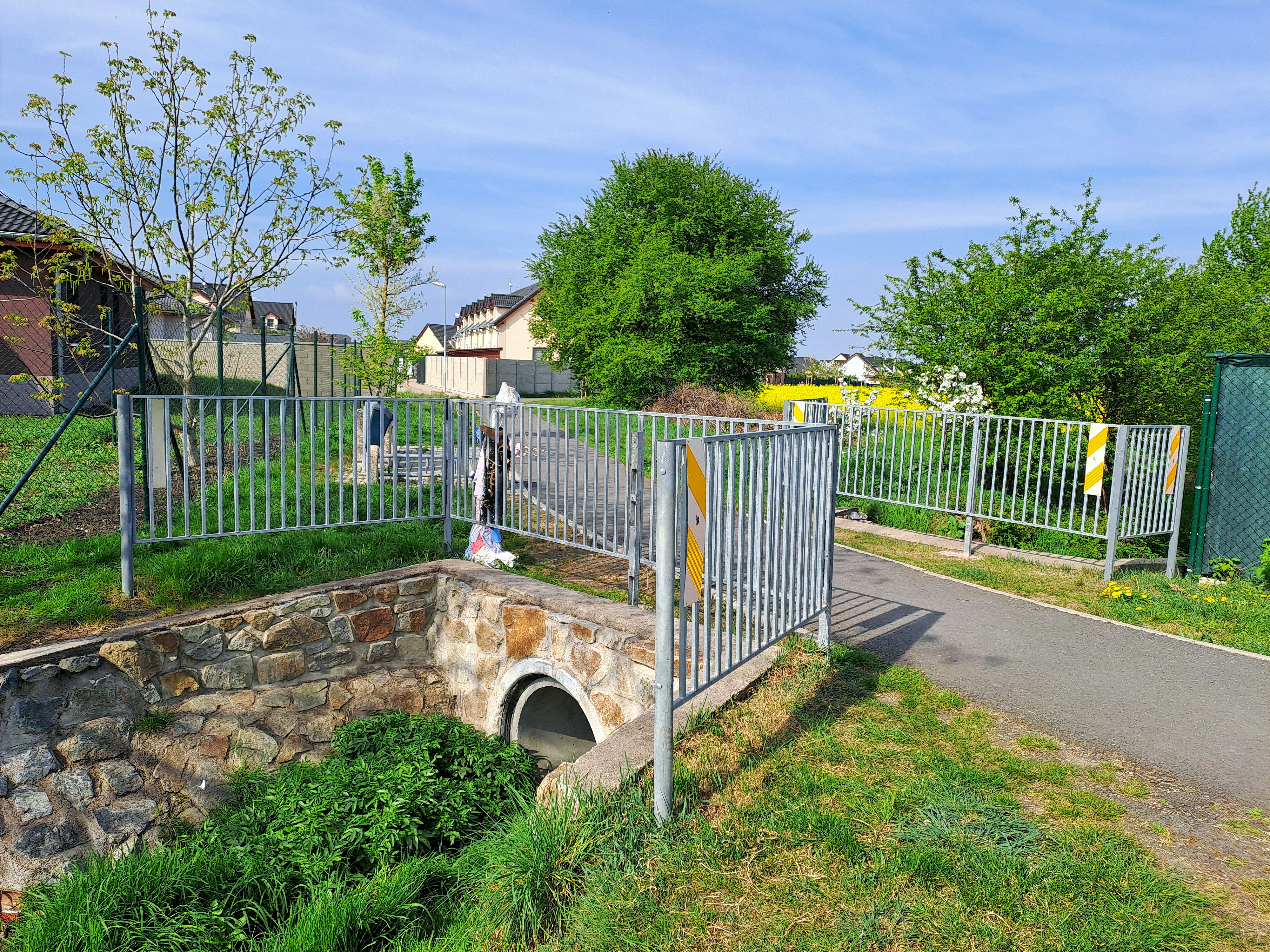
Můstek přes Postřižínský potok